# Frontiera între Germania și Polonia

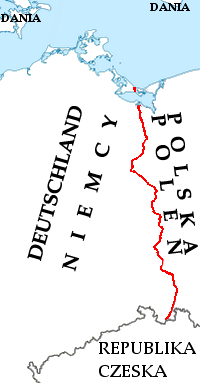
Frontiera germano-poloneză modernă (din 1945)

Frontiera între Germania și Polonia (în germană Grenze zwischen Deutschland und Polen, în poloneză Granica polsko-niemiecka) este o frontieră internațională care delimitează teritoriile Germaniei și Poloniei și se află în prezent pe linia Oder–Neisse. Ea are o lungime totală de 467 km și este în vigoare din anul 1945. Se întinde de la Marea Baltică, în nord, către Republica Cehă, în sud. Cu toate acestea, frontiera nu a urmat întotdeauna această linie și are o istorie lungă și adesea volatilă.

## Istoric

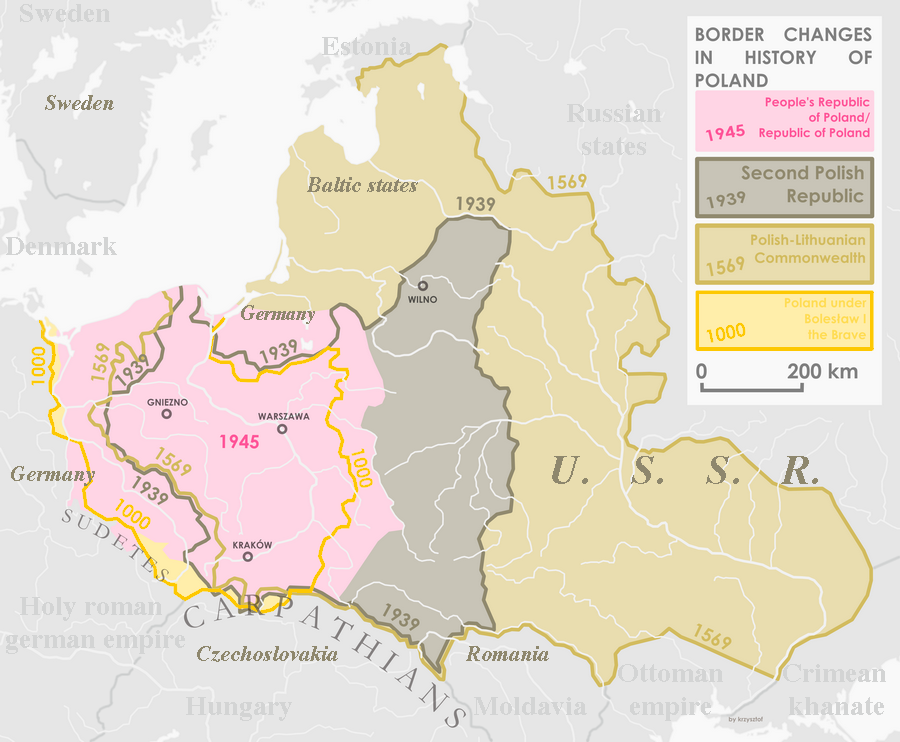
Istoria modificării frontierelor Poloniei, care arată schimbările survenite în ceea ce privește frontiera germano-poloneză

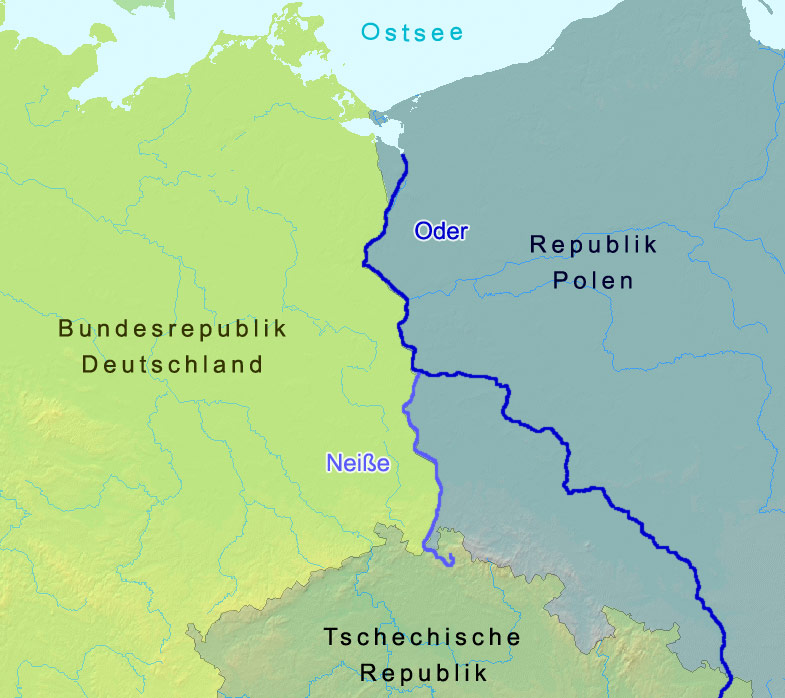
Frontiera modernă urmează în cea mai mare parte cursurile râurior Oder și Neisse

Frontiera între Germania și Polonia își are originile sale la începuturile existenței statului polonez, iar râurile Oder (Odra) și Neisse (Nysa) au format una dintre cele mai vechi granițe naturale (linia Oder–Neisse) între Germania și triburile slave. După mai multe secole, ea s-a mutat spre est, s-a stabilizat în secolul al XIV-lea și a dispărut în secolul al XVIII-lea, ca urmare a împărțirilor Poloniei, în care vecinii Poloniei, inclusiv Regatul Prusiei, au anexat tot teritoriul său. În 1871 Prusia a devenit parte a Imperiului German.
După ce Polonia și-a redobândit independența în urma Primului Război Mondial și după 123 de ani de la împărțirea fostului stat polonez, frontiera germano-poloneză a fost stabilită pe o lungime de 1.912 km (inclusiv o frontieră de 607 km cu Prusia Răsăriteană). Forma frontierei a fost definită parțial prin Tratatul de la Versailles și, parțial, prin plebiscite (plebiscitul din Prusia Răsăriteană și plebiscitul din Silezia, ultimul afectat, de asemenea, de Insurecțiile din Silezia). Forma graniței semăna aproximativ cu cea a Poloniei de dinaintea împărțirii statului între puterile vecine.
După cel de-al Doilea Război Mondial, frontiera a fost trasată de la Świnoujście (Swinemünde), în nord, la Marea Baltică, către sud spre granița formată de Republica Cehă (ce făcea parte pe atunci din Cehoslovacia) cu Polonia și Germania, în apropiere de Zittau. Ea urmează linia Oder–Neisse formată de-a lungul râurilor Oder (Odra) și Neisse (Nysa). Acest lucru a fost convenit de principalii Aliați din cel de-al Doilea Război Mondial – URSS, SUA și Marea Britanie, la insistențele sovieticilor, și, fără nici o consultare semnificativă cu Polonia (sau cu Germania), la Conferința de la Ialta și la Conferința de la Potsdam. Această frontieră era o compensație acordată Poloniei pentru teritoriile anexate de Uniunea Sovietică ca urmare a Pactului Molotov–Ribbentrop și a determinat o migrație semnificativă spre vest a populatiei germane din Teritoriile recuperate și în același timp o colonizare a acelor teritorii cu populație poloneză din regiunea istorică orientală Kresy. Ea s-a potrivit în mare parte cu frontiera istorică existentă în Evul Mediu între statele german și polonez. Stabilirea frontierei pe cursurile râurilor Neisse și Oder a împărțit mai multe orașe în două părți – Görlitz/Zgorzelec, Guben/Gubin, Frankfurt pe Oder/Słubice, Bad Muskau/Łęknica.
Frontiera a fost recunoscută de către Republica Democrată Germană prin Tratatul de la Zgorzelec din 1950, de către Republica Federală Germania în 1970 prin Tratatul de la Varșovia și de Germania reunificată în 1990 prin Tratatul de frontieră germano–polonez din 1990. A făcut obiectul unor corecții minore (schimburi de teritorii) în 1951. Granițele au fost parțial deschise din 1971 până în 1980, când polonezii și est-germanii puteau să treacă dintr-o țară în alta fără pașaport sau viză; cu toate acestea, ele s-au închis din nou, după câțiva ani, din cauza presiunii economice produse asupra economiei est-germane de polonezii ce făceau comerț și a dorinței guvernului est-german de a diminua influența mișcării poloneze Solidaritatea în Germania de Est.
După căderea comunismului în Polonia și Germania și reunificarea Germaniei, această frontieră a devenit parte a graniței de est a Comunității Europene, apoi a Uniunii Europene. Pentru o perioadă, ea a fost „frontiera cea mai puternic controlată din Europa”. După aderarea Poloniei la Uniunea Europeană în 2004, controalele la frontieră s-au relaxat în acord cu Acordul de la Schengen, iar controlul pașapoartelor a fost eliminat din 2007. Teritoriile moderne de frontieră dintre Polonia și Germania sunt locuite de aproximativ un milion de cetățeni ai acestor țări.